# Haemophilus influenzae
Haemophilus influenzae – Gram-ujemna bakteria (pałeczka) przenoszona drogą kropelkową, wywołująca głównie zakażenia układu oddechowego i zapalenie opon mózgowo-rdzeniowych.
Bakteria ta została po raz pierwszy opisana w 1892 roku przez Richarda Pfeiffera podczas epidemii grypy (od jego nazwiska powstała dawna nazwa tej bakterii, pałeczka Pfeiffera). Nazwy łacińska (Haemophilus influenzae) i polska (pałeczka grypy) mają znaczenie czysto historyczne, ponieważ wiadomo już od 1933 roku, że grypa ma etiologię wirusową.
H. influenzae był pierwszym mikroorganizmem, którego cały genom udało się zsekwencjonować . Na genom tej bakterii składają się 1 830 140 par zasad DNA w pojedynczym kolistym chromosomie, który zawiera 1740 kodujących białka genów, 58 genów tRNA i 18 innych genów kodujących RNA. Przeprowadzone w The Institute for Genomic Research przedsięwzięcie sekwencjonowania genomu H. influenzae zostało ukończone i opublikowane w czasopiśmie naukowym Science w 1995 roku.

## Charakterystyka
Haemophilus influenzae jest nieruchomą, Gram-ujemną pałeczką nietworzącą przetrwalników. Należy do bakterii względnie beztlenowych. Rośnie najlepiej na ogrzanych płytkach agaru czekoladowego (ogrzewanie erytrocytów powoduje uwalnianie czynnika X (hemina) i V (NAD+), które są niezbędne do wzrostu bakterii).

## Nazwa systematyczna[3]
Podczas pandemii w końcu XIX wieku bakterię izolowano ze zwłok osób zmarłych na grypę (influenza). Sądząc, iż to właśnie ona odpowiada za tę chorobę, nazwano ją Haemophilus influenzae. Dopiero w roku 1933 zidentyfikowano właściwy czynnik etiologiczny: wirus grypy. 

## Podział
Ze względu na obecność różnych przeciwciał wobec polisacharydowej otoczki wyróżnia się 6 podtypów Haemophilus influenzae: a, b, c, d, e, f. W celu szybkiej identyfikacji danego podtypu stosuje się metodę bezpośredniej immunofluorescencji.

## Chorobotwórczość
Głównymi czynnikami chorobotwórczymi Haemophilus influenzae są:
- polisacharyd otoczkowy – główny czynnik zjadliwości podtypu b (jest u tego podtypu zbudowany z fosforanu fosforybozylorybitolu, który posiada silne właściwości antyfagocytarne)
- lipooligosacharydy błonowe – o budowie podobnej do tej, jaką posiada Escherichia coli, bierze udział w przyleganiu bakterii, inwazyjności i uszkadzaniu nabłonka rzęskowego
- proteaza IgA – unieszkodliwia przeciwciała skierowane przeciwko bakterii

Haemophilus influenzae przenosi się drogą kropelkową, przedostając się do dróg oddechowych, a następnie do krwi. Niekiedy może się szerzyć poprzez ciągłość na opony mózgowo-rdzeniowe. Przenosi się wyłącznie z człowieka na człowieka (ludzie zwykle są skolonizowani szczepami bezotoczkowymi).
Może wywoływać wiele chorób:
- zapalenie opon mózgowo-rdzeniowych – najczęściej u dzieci
- zapalenie ucha środkowego
- zapalenie zatok
- zapalenie nagłośni
- zapalenie tkanki podskórnej
- przewlekłe zapalenie oskrzeli
- zapalenie płuc
- bakteriemię – zawsze przez szczepy otoczkowe.

## Wykrywanie
- barwienie metodą Grama materiału pobranego z plwociny lub płynu mózgowo-rdzeniowego
- posiew materiału pobranego z plwociny lub płynu mózgowo-rdzeniowego. Bakteria ma duże wymagania odżywcze i wzrasta najlepiej na agarze czekoladowym.
- test aglutynacji lateksu – w przypadku szybkiej diagnostyki przy zapaleniu opon mózgowo-rdzeniowych

## Leczenie i profilaktyka
W leczeniu stosuje się antybiotyki, na przykład cefalosporyny III generacji, amoksycylinę, chloramfenikol.
W celu profilaktyki można stosować szczepionkę zawierającą oczyszczony polirybofosforan, skojarzoną z immunogennymi białkami lub polipeptydami.
W chemioprofilaktyce stosuje się ryfampicynę.